# Уелингтън (регион)
Вижте пояснителната страница за други значения на Уелингтън.
Уелингтън (на английски: Wellington) е един от 16-те региона на Нова Зеландия. Населението му е 521 500 жители (по приблизителна оценка от юни 2018 г.), а площта му е 8140 кв. км. 26,1% от населението не е родено в Нова Зеландия, като по този показател е на 2-ро място след Окланд, където 40,40% на се родени в страната (2007 г.) БВП на региона е 19,3 милиарда щ.д., 15% от БВП на Нова Зеландия (2003 г.). Намира се в часова зона UTC+12.